# Mitin

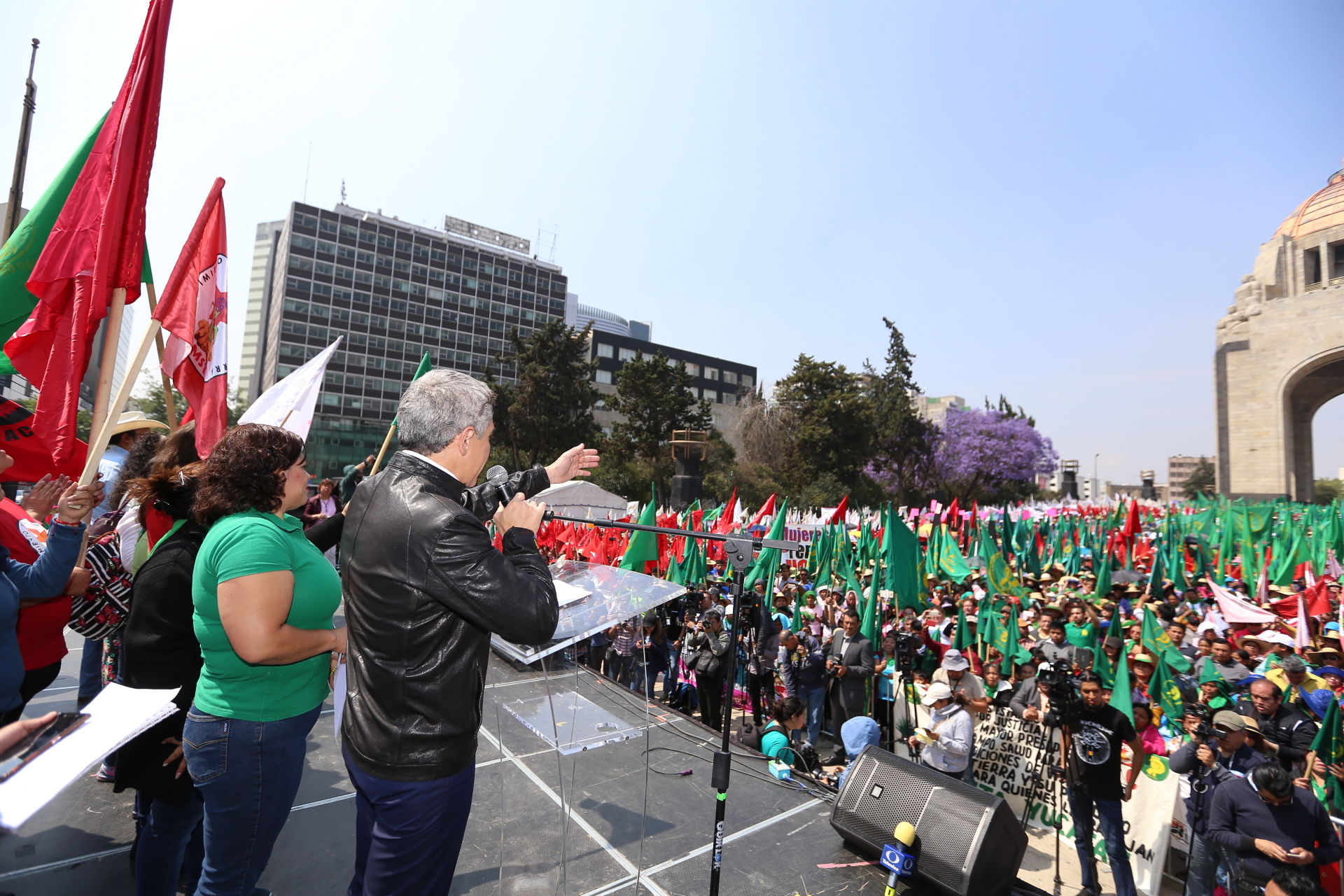
Mitin en Ciudad de México (2017).

Un mitin o mitín es una reunión donde el público escucha los discursos de algún personaje de relevancia política y social. En el aspecto discursivo es un reclamo electoral, expositivo y persuasivo, cuya finalidad es conseguir adeptos o clientes, en su vertiente de estrategia lo podemos encontrar en el origen material de prácticamente todas las revoluciones y movimientos políticos que caracterizaron los siglos XVIII y XIX.

## Historia
Desde hace muchos años, algunos de los medios con que los candidatos se servían para lograr acceder a puestos políticos o administrativos en las civilizaciones Griega o Romana fueron la Oratoria y la Retórica (en aquellas organizaciones del Estado que requerían estructuralmente el apoyo de la población).
En el entorno de 1769 comenzó a utilizarse la neo-voz inglesa mitin para referirse a un nuevo uso-concepto y este era significativamente distinto de las antiguas y clásicas aplicaciones políticas de la Oratoria y la Retórica. El mitin tuvo su origen en Inglaterra, y apareció formalmente en la escena política para reclamar, derecho de sufragio y libertad para la expresión del pensamiento político de una forma abiertamente pública y que esta fuera además oponible a la Monarquía mediante partido, sufragio, literatura, prensa y propaganda política. Genéricamente, esta actitud de oposición a la monarquía se conocería con el nombre, también inglés, de Self-Government (Autogobierno).
En 1769 se organizaron en Inglaterra, especialmente en Londres, a raíz del l’affaire Wilkes, un grupo de súbditos con el propósito de abrir una campaña en contra del régimen de Gobierno del Ministro de Jorge III, Grenville, a quien estos acusaban de «disponer arbitrariamente de los puestos parlamentarios y de la administración pública.» Los disidentes se expresaban y argumentaban así:

… Sobreponiéndose a la voluntad del pueblo y no reconociendo más derechos que aquellos encarnados en el despotismo de la corona… Las medidas adoptadas por Grenville lo son para entorpecer el libre ejercicio del sufragio y del pensamiento escrito y hablado… y así tomaron colocación en las filas del radicalismo en gestación los discípulos de Bentham.

El agitador Cobbett encabezó, desde el primer periódico libertario que fundó, esa campaña de reforma, y le dio al mitin un sentido diverso de aquel que tenía hasta aquellos momentos.

 El mitin había sido aprovechado únicamente por los candidatos para hacerse reclamo electoral y ahora pasó a ser empleado como una manifestación en favor de una causa abstracta, de un principio doctrinario.

En el primer mitin que se celebró en Londres con este carácter, se hizo una evaluación y consecuentemente una exposición derivada, de la situación económica y moral del pueblo inglés. El orador Watson, desde lo alto de un coche, dijo:

En la Gran Bretaña hay 4 millones de hombres en la más absoluta indigencia; otros 4 millones en la miseria, un millón y medio en la semi-indigencia y sólo un medio millón de ciudadanos goza de los esplendores de la riqueza y del lujo. Y agitando una bandera tricolor, expresó que ese mitin era una combinación de la miseria y del espíritu revolucionario del pueblo británico.

La reunión fue disuelta por los soldados. El Habeas Corpus fue suspendido:

 Y acusando el Gobierno al incipiente pro-partido radical como al enemigo más peligroso de la Constitución, facultó a los jueces de paz para encarcelar y juzgar, sin tela de juicio, a los que venían a perturbar el orden público y a alterar las instituciones, con predicaciones que constituían una blasfemia y una sedición.

 Los radicales no desmayaron un instante. Extendieron, ahora, su propaganda a las demás ciudades del Reino y en todas partes, exhibían estandartes con leyendas revolucionarias que pedían la libertad del sufragio, la libertad de prensa, el escrutinio secreto, etc., etc.

 Hubo en la ciudad de Waterloo, cerca de Manchester, con motivo de la celebración de un mitin, una espantosa masacre de radicales, y esa primera sangre que se derramara por una de las más caras conquistas políticas, levantó en los ámbitos de todo el imperio una indignación intensa: y la juventud y el pueblo respondieron a esa matanza con la organización de infinitas reuniones, en homenaje a las víctimas y en homenaje a esa doctrina redentora, que iba dejando en todas partes, en los corazones, en el cerebro y en la conciencia del pueblo británico, regueros de sangre y de civilización política.

El mitin, en sus orígenes, está vinculado al radicalismo. Estas nuevas ideas y prácticas políticas fueron transmitidas a Francia por intermedio de las Corresponding societies, precisamente cuando en aquel país estaban germinando los primeros síntomas de la Revolución francesa.